# Караваево (Владимирская область)
Карава́ево — село в Петушинском районе Владимирской области, входит в состав Пекшинского сельского поселения.

## История
В XIX и начале XX века Короваево представляло собой цветущее торговое село, где проходили многочисленные ярмарки, с десятками магазинов и купеческих лавок, чайными, добротными кирпичными и деревянными домами зажиточных селян.

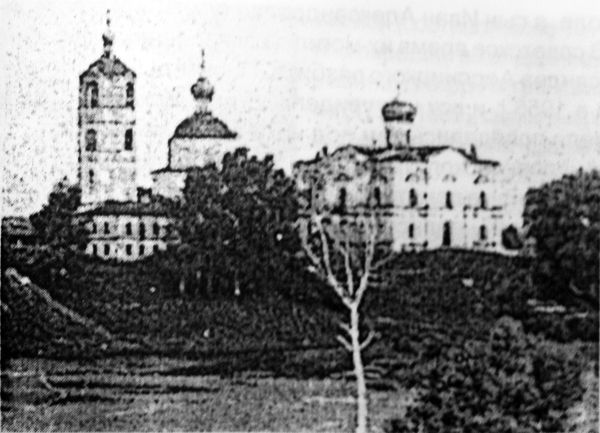
Церковь Успения Пресвятой Богородицы с шатровой колокольней и храм во имя святых первоверховных апостолов Петра и Павла в селе Короваево.

До середины 1950-х годов село украшали два храма, стоящие на берегу р.Пекша. По документам село известно с начала XVII века как старинная вотчина дворян Кузьминых. В 1637 году оно было во владении стольника Дмитрия Фёдоровича Кузьмина, в то время здесь стояла деревянная церковь Успения Пресвятой Богородицы с приделами Пречистой Богородицы Огидитрии и собора архистратига Михаила, постороенная «клецки». В 1663 году уже существовал пристроенный к храму придел святителя Николая Мирликийского. В 1678 году Короваево принадлежало двум вотчинникам — Федору Андреевичу и Степану Кузьминым. В 1730 году Дмитрий Афанасьевич Кузьмин-Караваев построил ныне существующую каменную церковь Успения Пресвятой Богородицы с шатровой колокольней, надстроенной в 1871 году. В Советское время церковь была закрыта, уничтожено внутренне убранство, разрушен алтарь.
В официальных документах "Короваево" стало Караваевым (повлияло "акающее" произношение).
В былые времена в Короваеве было много сапожников, скорняков и вальщиков, а до революции существовал кожевенный завод, открытый предприимчивыми братьями Миняевыми. Шили здесь добротную обувь на любой вкус: и рабочие ботинки, и "выходные" женские короткие сапожки с резинками и матерчатыми уголками, и хромовые сапоги для молодых щеголей со специальной обработкой голенищ, чтобы имелись складки. Верхом изящества считались сапоги "со скрипом", когда между подошвой и стелькой вставлялась специальная деревянная пластинка, которая при ходьбе издавала оригинальный скрип. Обувь пользовалась огромным спросом, а трудолюбивые братья Миняевы были уважаемыми людьми. После революции их судьба сложилась трагически - обоих раскулачили и сослали.
Известные русские писатели Владимир Солоухин и Венедикт Ерофеев имели с Караваевым самую тесную связь. Солоухин много путешествовал по этим местам, собирая материал для своих книг, а Венедикт Ерофеев жил неподалёку, в деревне Мышлино, откуда родом была его первая жена Валентина. У них родился сын, которого тоже назвали Веней. В Мышлино были написаны главы знаменитой повести Ерофеева "Москва - Петушки".
У алтаря церкви сохранилось разрушенное надгробие настоятеля, протоиерея Александра Фёдоровича Аедоницкого (1843—1907), он устроил в селе церковно-приходскую школу (1898 г.) его дочь Анна Александровна (ум. 1948) была учительницей в караваевской школе, а сын Иван Александрович (ум. 1948) — ветеринарным врачом. Большой труд и нервное напряжение сказались на здоровье Аедоницкого, он умер в возрасте 64 лет " от внезапной нервной астмы,, За внезапностью смерти не исповедован и не приобщен". В советское время их могилы осквернены, надгробие протоиерея Александра Аедоницкого разбито. Писатель Владимир Солоухин был в Караваеве в 1956 году и вот что увидел: "В прицерковной траве валялись и то и дело попадались нам под ноги черепная кость, то бедро, то обломок человеческого таза, и там и тут виднелись в высокой траве опрокинутые каменные памятники. Удалось разработать несколько стёршихся, забитых землёй надписей: «Секунд-майор Андрей Алексеевич Кузьмин-Караваев, Владимирской губернии предводитель дворянства с 1797 по 1802 года», «Действительный статский советник граф Николай Петрович Апраксин», «Князь Константин Фёдорович Голицын». Даты жизни последнего из названных — 1819—1884, он был младшим братом князя Александра Фёдоровича Голицына-Прозоровского.
В 1864 году местный помещик граф Николай Петрович Апраксин (он жил в усадьбе Митино, находившейся в версте от села на другой стороне реки Пекши) построил в селе второй каменный храм во имя святых первоверховных апостолов Петра и Павла. В его подклете в 1889 году был устроен придельный храм святителя Николая Мирликийского Чудотворца. В конце 1950-х — начале 1960-х годов храм был разработан до середины окон нижнего ряда и переделан в сарай. Сам Николай Петрович умер 4 (и похоронен 8) июля 1902 года в возрасте 86 лет от старческого маразма в Митино, и похоронен в Караваево (по материалам ГАВО ф 590 оп 21 д 97 л 111(об)-112).
В центре села стоял памятник царю-освободителю Александру II, разрушенный в советское время.
Богослужения совершаются в частично восстановленной часовне, у входа в которую установлен памятный крест погибшему за веру в 1938 году протоиерею Иоанну Казанскому.
В двух верстах от караваевских храмов находятся деревня Марково и Очеп. Поблизости от них до 1955 года годов стоял Преображенский храм древнего погоста Спас Железный посох, построенный в 1809 году на месте деревянного и взорванный на щебёнку для предполагавшегося строительства ГЭС то ли в Караваево, то ли в селе Анкудиново.
В конце XIX — начале XX века село являлось центром Короваевской волости Покровского уезда. 
С 1929 года село являлось центром Караваевского сельсовета Петушинского района, с 1979 года — в составе Анкудиновского сельсовета, 2005 года — в составе Пекшинского сельского поселения.
В 1990-х - начале 2000-х годов в селе часто бывали представители дворянского рода Апраксиных, сценарист некоторых фильмов Федерико Феллини Тонино Гуэрро.

## Население
| 1859 | 1897 | 1905 | 1926 | 2002 | 2010 | 2021 |
| ---- | ---- | ---- | ---- | ---- | ---- | ---- |
| 398  | ↗672 | ↗858 | ↘725 | ↘180 | ↗190 | ↘139 |

## Достопримечательности
В селе расположены недействующие Церковь Успения Пресвятой Богородицы (1730) и Церковь Петра и Павла (1864)

## Известные жители и уроженцы
Писатель Венедикт Ерофеев, семья которого жила в соседней деревне Мышлино, и который часто бывал в Караваево.
Писатель Владимир Солоухин, корни которого по деду происходили из д. Марково в окрестностях села Караваево\
Художник Прохоров Константин Александрович, родился в селе Караваево.

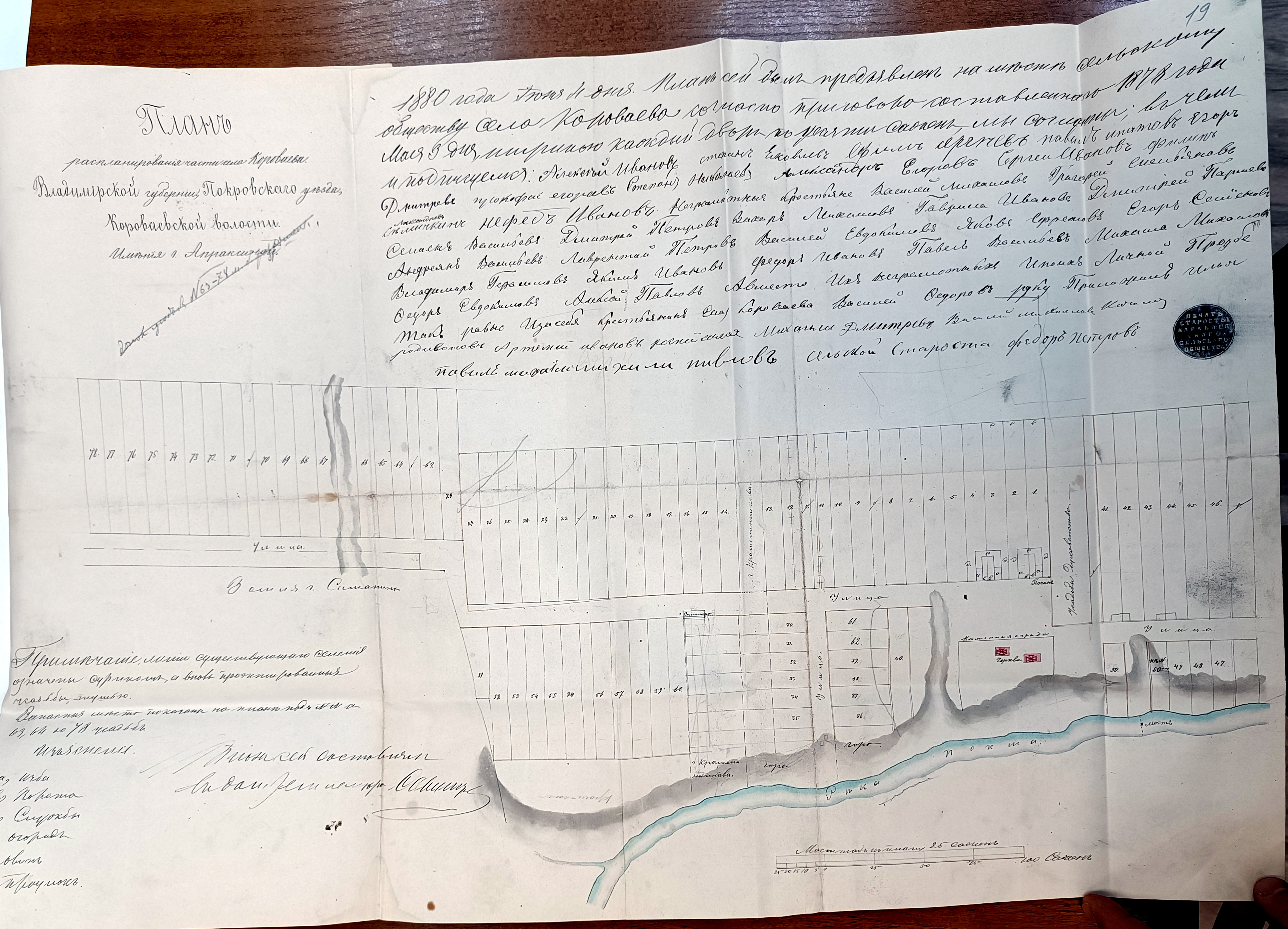
План села Караваева на 1880 год

## Галерея

Церковь Успения Пресвятой Богородицы в селе Караваево
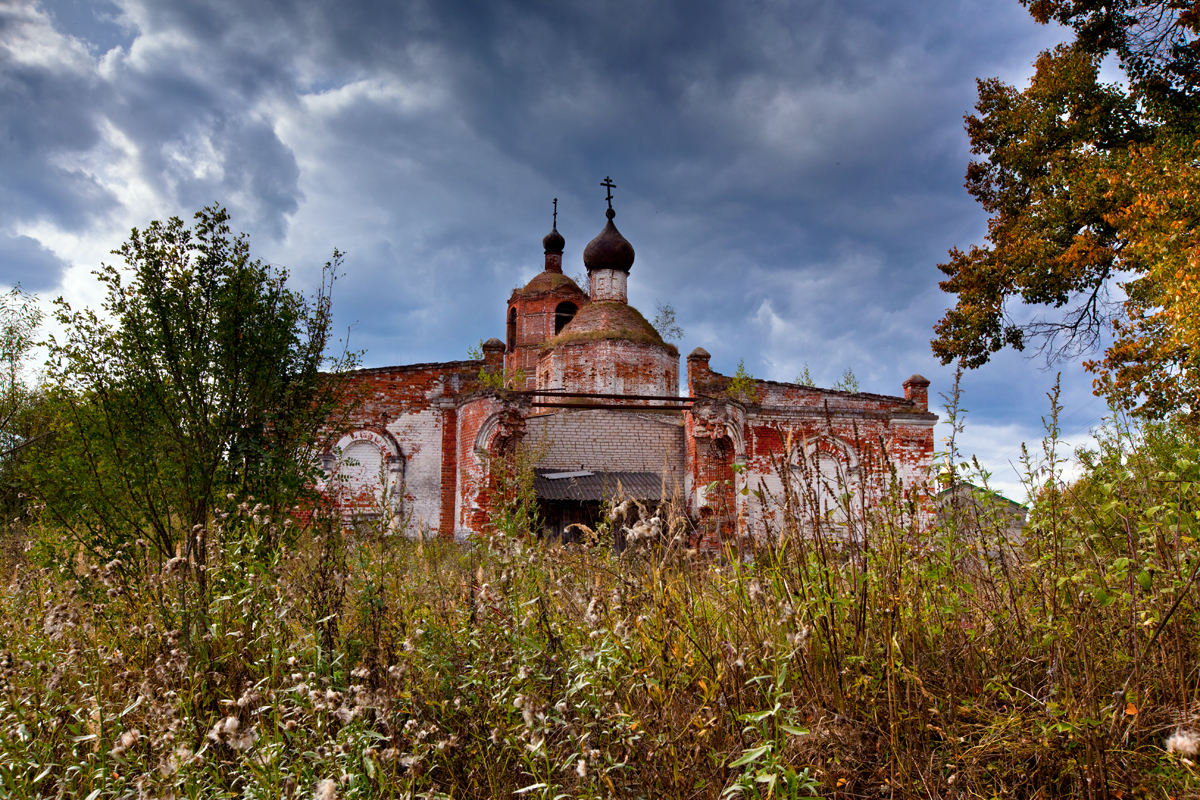
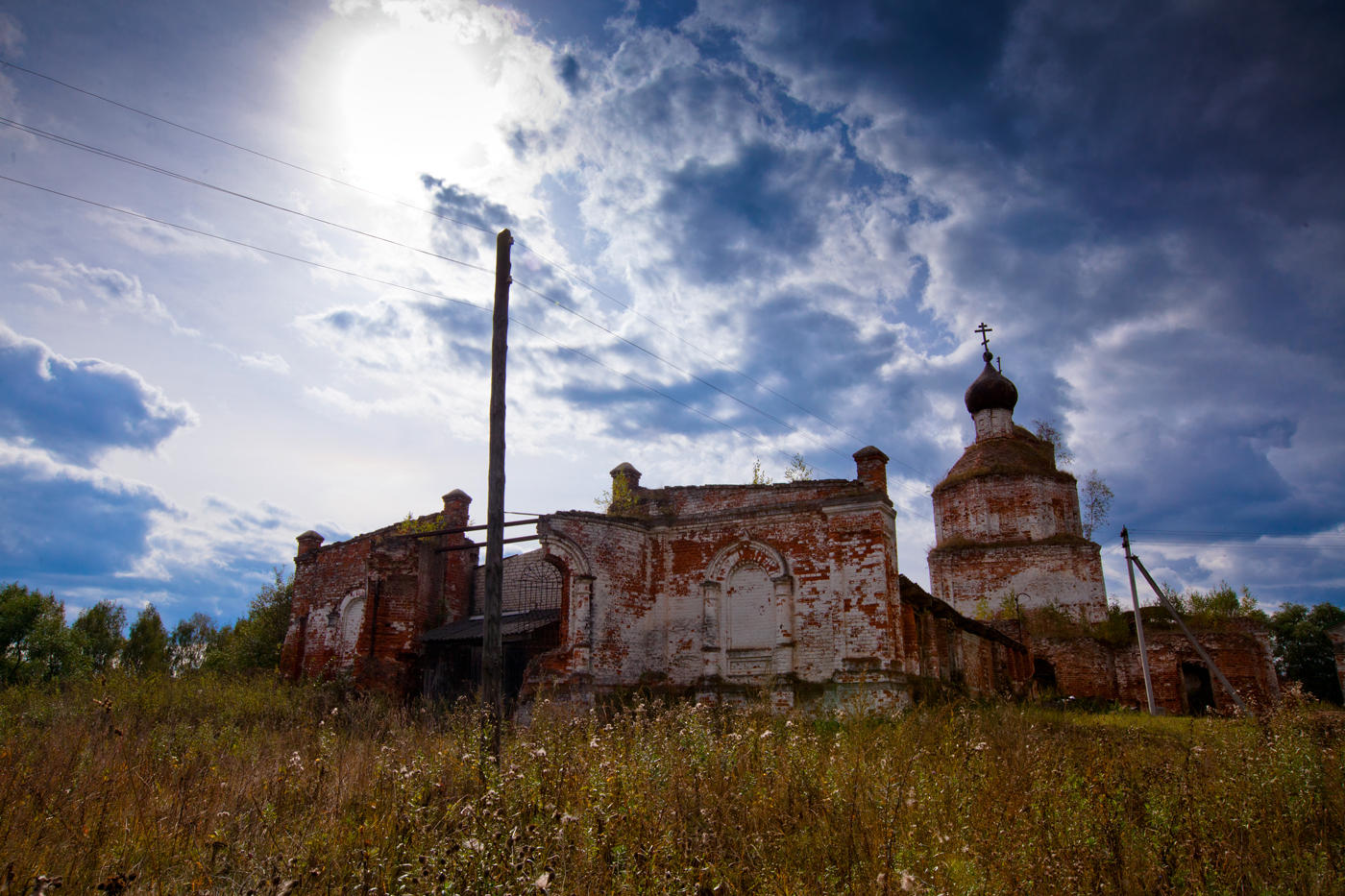